# Kunstdiebstahl und Plünderung durch Russland während der Invasion in der Ukraine

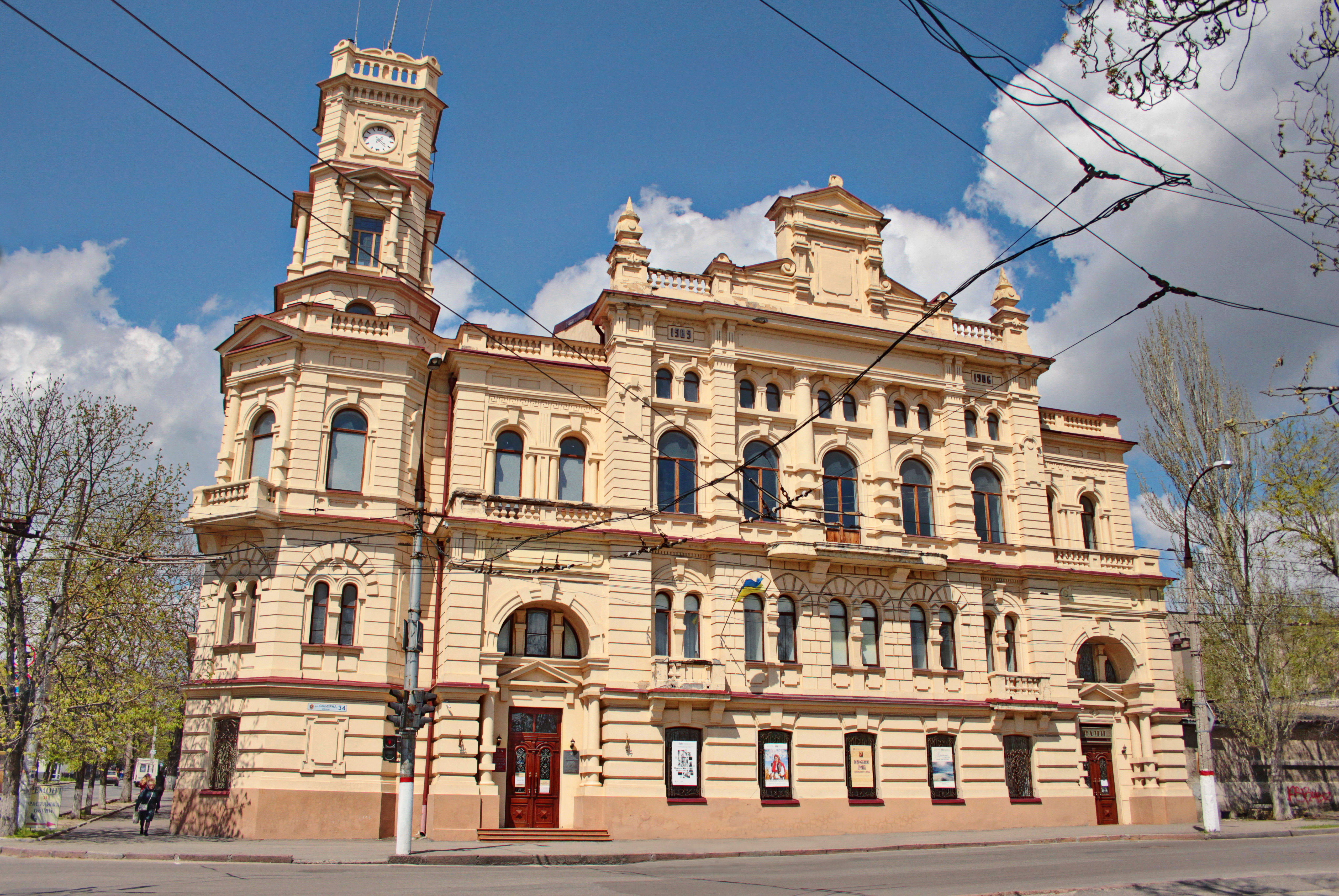
Das Kunstmuseum Cherson, das von russischen Besatzungstruppen und russischen Kunstexperten geplündert wurde

Während des Russischen Überfalls auf die Ukraine seit 2022 plünderten russische Einheiten und Organisationen und stahlen zehntausende Kunstwerke aus der Ukraine, reichend von moderner Kunst bis hin zu antikem skythischen Gold. Die Russen haben außerdem hunderte Kulturstätten und Denkmäler zerstört. Die Plünderungen wurden in manchen Fällen mit am Diebstahl beteiligten russischen Kunstexperten organisiert, die Anweisungen gaben, welche Werke die russischen Soldaten stehlen sollten. In Mariupol allein wurden durch die russischen Soldaten über 2000 Kunstwerke aus den drei wichtigsten Museen gestohlen, nachdem sie die Stadt nach der dreimonatigen Belagerung im Mai 2022 besetzten. In der Region Cherson zerstörten die Russen kurz vor ihrer Flucht aus dem Gebiet nördlich des Dnjepr über 200 ukrainische Kulturstätten ganz oder teilweise und stahlen aus den Museen der Stadt rund 10.000 Kunstwerke aus einer Sammlung von 13.000 Werken. Andere Quellen schätzen die Zahl der gestohlenen Kunstwerke in Cherson alleine auf 15.000.
Im besetzten Melitopol stahlen russische Truppen einen goldenen Helm des skythischen Königreiches aus dem 4. Jahrhundert dessen Wert auf Millionen Dollar geschätzt wird. Russische Soldaten versuchten die örtliche Museumsdirektorin zu zwingen, den Standort anderer skythischer Goldartefakte preiszugeben, die sie kurz vor der Besatzung der Stadt durch die russische Armee versteckt hatte. Sie bedrohten sie mit vorgehaltener Waffe und entführten sie, als sie sich weigerte zu kooperieren. Nachdem sie verhört wurde, wurde sie wieder frei gelassen.
Die Plünderungen durch Russland wurden mit den Plünderungen durch NS-Deutschland verglichen und als „der größte kollektive Kunstraub seit der Plünderung Europas durch die Nazis im Zweiten Weltkrieg“ bezeichnet.

## Verweise
1. 1 2 3  Jeffrey Gettleman, Oleksandra Mykolyshyn: As Russians Steal Ukraine’s Art, They Attack Its Identity, Too. In: New York Times. 14. Januar 2023, archiviert vom Original am 14. Januar 2023; abgerufen am 6. Juli 2023 (englisch).
2. ↑  Tessa Solomon: Russian Forces Looted More Than 2,000 Artworks from Mariupol’s Museums, City Council Says. In: ARTnews. 2. Mai 2022, abgerufen am 6. Juli 2023 (englisch).
3. 1 2  Russian forces systematically stealing Ukrainian art, cultural artifacts - report. In: The Jerusalem Post. 5. Dezember 2022, abgerufen am 6. Juli 2023 (englisch).
4. 1 2 3  Brian Bushard: These Are Some Of The Most Famous Ukrainian Works Of Art Looted By Russia. In: Forbes. 14. Januar 2023, abgerufen am 6. Juli 2023 (englisch).
5. ↑  Charlotte Mullins: ‘Ukraine’s heritage is under direct attack’: why Russia is looting the country’s museums. In: The Guardian. 27. Mai 2023, abgerufen am 6. Juli 2023 (englisch).